# Ermita de Sant Francesc Xavier (Soneixa)
L'ermita de Sant Francesc Xavier, al carrer Maestro Aguilar de Soneixa, a la comarca de l'Alt Palància, és una ermita, catalogada, de manera genèrica Bé de Rellevància Local, per la Generalitat.

## Història
L'ermita va haver de construir-se inicialment en una zona rasa, la qual, a poc a poc ha estat absorbida pel nucli urbà de Soneja. És per això pel que actualment se situa en un arrabal de la població, conservant exempt tan sols el lateral dret que fa cantonada amb el carrer anomenat de l'Ermita.
No es disposa de documentació sobre l'ermita fins a 1714. Tradicionalment s'ha considerat data del segle xvi, però la documentació indica més aviat la fi del segle xvii i o la primeria del xviii.
Va ser abandonada durant algun temps, durant un llarg temps del segle xx va servir com a escola municipal, fins que a la fi d'aquest segle es va restaurar i garantir-ne le conservació.

## Descripció
Es tracta d'una petita ermita de planta rectangular i nau única.
Externament presenta una lleugera reculada i se situa sobre una terrassa a la qual s'accedeix mitjançant una petita escalinata. De fàbrica de carreu i coberta a dues aigües rematada en teula, presenta com a final de la façana una petita espadanya en la qual hi ha una única campana, coneguda com a Maria, fosa el 1691, amb un diàmetre de 26 centímetres i un pes de 14 quilos. Va ser restaurada l'any 2001.
A l'edifici s'uneixen la sagristia, que se situa en la capçalera, i la casa de l'ermità.
La façana presenta una porta de fusta, que es col·loca en una obertura en forma d'arc de mig punt, de fàbrica de dovelles de carreus, que és flanquejat per dues finestres, rectangulars, en ambdós costats. En la part de dalt de la porta s'obre una finestra rectangular que és la que dona llum al cor alt.
Respecte a l'interior, ens trobem que en el costat esquerre de la nau única hi ha unes fornícules, mentre que en el costat dret s'obren finestres rectangulars. La nau, que presenta diversos trams, cobreix el primer amb volta de creueria i la resta es cobreix amb volta de canó, la qual presenta llunetes.
A més té un entablament que cobreix tota la nau i pot observar-se l'existència d'un cor alt als peus de la planta.